# Mendenhall (Mississippi)
Pour les articles homonymes, voir Mendenhall.
La ville de Mendenhall est le siège du comté de Simpson, situé dans l'État du Mississippi, aux États-Unis. Sa population s’élevait à 2 504 habitants lors du recensement de 2010, estimée à 2 457 habitants en 2016.

## Source
- (en) Cet article est partiellement ou en totalité issu de l’article de Wikipédia en anglais intitulé « Mendenhall, Mississippi » (voir la liste des auteurs).